# In Your Honor
In Your Honor es el quinto álbum de Foo Fighters, editado el 13 de junio de 2005 en el Reino Unido y un día después en los Estados Unidos. Se trata de un álbum doble, con un primer disco que contiene las típicas canciones de rock de Foo Fighters y un segundo que incluye canciones más acústicas y tranquilas; fue el primer álbum musical filmado con el nuevo sello discográfico Sony BMG producto de la adquisición de la casa discográfica alemana BMG por parte de la discográfica japonesa Sony Music Entertainment.
Descrito por el líder de la banda, Dave Grohl, como el disco "definitivo" de Foo Fighters, In Your Honor se ha encontrado en general con críticas receptivas. Entró en las listas de éxitos Estados Unidos y Reino Unido en el #2, detrás de X&Y de Coldplay, con las ventas iniciales más fuertes de su carrera hasta ahora. In Your Honor vendió 310 500 copias en su primera semana en Estados Unidos.
In Your Honor cuenta con un número de invitados especiales en su segundo disco, como por ejemplo Norah Jones, John Paul Jones (de Led Zeppelin) y Josh Homme de Queens Of The Stone Age. Dave Grohl ha descrito la presencia como artista invitado de John Paul Jones como "la segunda cosa más grande que me ha pasado en la vida".
Hay también una edición especial, un disco dual que contiene un "making of", y el segundo disco con sonido 5.1 surround. En los Estados Unidos, se usó el control de protección contra copias MediaMax CD-3 causando alguna reacción negativa de los fanáticos. Esta protección contra copia solo aparece en la versión de CD estándar, pero no la versión del Disco Dual.

## Lista de canciones

### Disco 1
- 01 "In Your Honor" – 3:50
- 02 "No Way Back" – 3:17
- 03 "Best of You" – 4:16
- 04 "D.O.A." – 4:12
- 05 "Hell" – 1:57
- 06 "The Last Song" – 3:19
- 07 "Free Me" – 4:39
- 08 "Resolve" – 4:49
- 09 "The Deepest Blues Are Black" – 3:58
- 10 "End Over End" – 5:56
- 11 "The Sign (Bonus Track)" - 4:12

### Disco 2
- 01 "Still" – 5:13
- 02 "What If I Do?" – 5:02
- 03 "Miracle" – 3:29
- 04 "Another Round" – 4:25
- 05 "Friend of a Friend" (Editada anteriormente en Pocketwatch) – 3:13
- 06 "Over and Out" – 5:16
- 07 "On the Mend" – 4:31
- 08 "Virginia Moon" – 3:49
- 09 "Cold Day in the Sun" – 3:20
- 10 "Razor" – 4:53

## Créditos

### Foo Fighters
- Dave Grohl - voz, guitarra rítmica, percusiones, batería en "Cold Day in the Sun"
- Nate Mendel - bajo
- Chris Shiflett - guitarra solista, voz
- Taylor Hawkins - batería, percusiones, voz y guitarra rítmica en "Cold Day in the Sun"

### Músicos adicionales
- Joe Beebe - Guitarra en "Virginia Moon"
- Danny Clinch - Armónica en "Another Round"
- Petra Haden - Violín en "Miracle"
- Josh Homme - Guitarra rítmica en "Razor"
- Rami Jaffee - Teclados en "Still", "What If I Do?", "Another Round", "Over and Out", "On the Mend" y "Cold Day in the Sun"
- John Paul Jones - Piano en "Miracle" y mandolina en "Another Round"
- Norah Jones - Voz y piano en "Virginia Moon"
- Nick Raskulinecz - Contrabajo en "On the Mend" y bajo en "Cold Day in the Sun"

## Producción
- Productor: Nick Raskulinecz y Foo Fighters
- Ingeniero: Mike Terry
- Mezcla: Nick Raskulinecz (Disco 1), Elliot Scheiner (Disco 2)
- Masterizado: Bob Ludwig
- Fotografía: Dan Winters, Danny Clinch
- Arte adicional y concepto "Crest": Brett Kilroe, Robin C. Hendrickson
- Dirección de arte: Kevin Reagan
- Diseño: Kevin Reagan, Bret Healey

## Curiosidades
- Dave Grohl ha dicho que la canción "Friend of a Friend" fue escrita acerca de sus compañeros en Nirvana, Kurt Cobain y Krist Novoselic.
- El álbum se coló a Internet a finales de mayo de 2005.